# Langå Sogn (Randers Kommune)
 For alternative betydninger, se Langå Sogn. (Se også artikler, som begynder med Langå Sogn)
Langå Sogn er et sogn i Randers Søndre Provsti (Århus Stift).
I 1800-tallet var Sønder Vinge Sogn anneks til Langå-Torup Sogn, der blev betragtet som ét fordi den gamle Torup Kirke var revet ned i 1773 og en ny først blev opført i 1904. Alle 3 sogne hørte til Middelsom Herred i Viborg Amt. Langå-Torup-Sønder Vinge sognekommune blev ved kommunalreformen i 1970 delt: Langå-Torup kom til Langå Kommune, som ved strukturreformen i 2007 blev delt, men disse 2 sogne blev indlemmet i Randers Kommune. Sønder Vinge kom til Hvorslev Kommune, som ved strukturreformen blev indlemmet i Favrskov Kommune.
I Langå Sogn ligger Langå Kirke.
I sognet findes følgende autoriserede stednavne:
- Gammel Langå (bebyggelse)
- Hollerup (bebyggelse, ejerlav)
- Johannesberg (bebyggelse)
- Langå (bebyggelse, ejerlav)
- Langå Mark (bebyggelse)
- Rådal (bebyggelse)
- Sølyst (bebyggelse)